# Jugendgerichtsgesetz (Deutschland)
Das Jugendgerichtsgesetz (JGG) regelt mehrheitlich das formelle Jugendstrafrecht in der Bundesrepublik Deutschland. Sein Kerngedanke ist „Erziehung vor Strafe“. Es ist lex specialis zum materiellen und formellen Strafrecht – wo keine besonderen Regeln des JGG greifen, sind das Strafgesetzbuch (StGB) oder die Strafprozessordnung (StPO) anwendbar.

## Geschichte

### Kaiserreich
Nach dem Reichsstrafgesetzbuch von 1871 (RStGB) trat die Strafmündigkeit mit dem vollendeten 12. Lebensjahr ein (§ 55 RStGB). Ein Angeschuldigter, welcher zwar strafmündig war, aber nicht das 18. Lebensjahr vollendet hatte, wurde gem. § 56 Abs. 1 RStGB freigesprochen, wenn er bei Begehung der Tat „die zur Erkenntniß ihrer Strafbarkeit erforderliche Einsicht nicht besaß“. Er konnte aber seiner Familie überwiesen oder bis zur Vollendung des 20. Lebensjahres in eine Erziehungs- oder Besserungsanstalt eingewiesen werden. Diese Regelung bestand auch schon im Strafgesetzbuch für den Norddeutschen Bund vom 31. Mai 1870. Für strafmündige und einsichtsfähige Angeschuldigte vor Vollendung des 18. Lebensjahres waren die für Erwachsene geltenden Strafrahmen herabzusetzen (§ 57 RStGB).
Die Volljährigkeit trat nach dem Reichsgesetz vom 17. Februar 1875 mit Vollendung des 21. Lebensjahres ein. Für 18-20-Jährige wurde aber bis 1953 (vgl. unten) stets das Erwachsenenstrafrecht angewandt.

### Weimarer Republik
Das erste, von Gustav Radbruch entworfene Jugendgerichtsgesetz wurde am 16. Februar 1923 erlassen. Es trug bereits die Grundzüge des heutigen Jugendgerichtsgesetzes und verwirklichte Ideen des Strafrechtlers Franz von Liszt. Die Strafmündigkeit wurde auf 14 Jahre heraufgesetzt und spezielle Jugendgerichte geschaffen. Es definierte außerdem erstmals den Begriff des Jugendlichen als eine Person, die über 14 Jahre, aber noch nicht 18 Jahre alt ist (§ 1 JGG). Ein Jugendlicher wurde nicht bestraft, „wenn er zur Zeit der Tat nach seiner geistigen und sittlichen Entwicklung unfähig war, das Ungesetzliche der Tat einzusehen oder seinen Willen dieser Einsicht gemäß zu bestimmen“ (§ 3 JGG). Bei einsichtsfähigen Jugendlichen hatte das Gericht zu prüfen, ob Erziehungsmaßregeln erforderlich sind. Hielt es sie für ausreichend, war von Strafe abzusehen (§§ 5, 6 JGG). Die Anordnung und Auswahl von Erziehungsmaßregeln konnte das Strafgericht auch dem Vormundschaftsgericht überlassen. Eine Strafe war gegenüber dem Erwachsenenstrafrecht gegebenenfalls zu mildern (§ 9 JGG), die Vollstreckung einer Freiheitsstrafe konnte ausgesetzt werden, um sich während einer Probezeit von zwei bis fünf Jahren durch gute Führung Straferlass zu verdienen (§§ 10, 12 JGG). Bei Vollzug einer Freiheitsstrafe sollten Jugendliche von Erwachsenen getrennt gehalten und ihre Erziehung gefördert werden (§ 16 JGG).
Parallel wurde 1922 das erste Reichsgesetz für Jugendwohlfahrt beschlossen, nach dem jedes deutsche Kind „ein Recht auf Erziehung zur leiblichen, seelischen und gesellschaftlichen Tüchtigkeit“ besaß. Erziehungsbedürftige Jugendliche, die nicht strafbar geworden waren, fielen in die Zuständigkeit der Jugendwohlfahrtsbehörden (Jugendamt, Landesjugendamt und Reichsjugendamt), wobei die Umsetzung in den Wirren der Weimarer Republik anfangs sehr zögerlich verlief.

### Nationalsozialismus
Mit der ersten Verordnung zum Schutz gegen jugendliche Schwerverbrecher vom 4. Oktober 1939 wurden Jugendliche ab dem vollendeten 16. Lebensjahr den Erwachsenen gleichgestellt, wenn sie nach ihrer „geistigen und sittlichen Entwicklung einer über achtzehn Jahre alten Person gleichzuachten“ waren und die „bei der Tat gezeigte, besonders verwerfliche verbrecherische Gesinnung oder der Schutz des Volkes eine solche Bestrafung erforderlich“ machte (§ 1 Abs. 2). Eine Aufweichung des Erziehungsgedankens wurde mit dem Reichsjugendgerichtsgesetz und der eingearbeiteten Jugendstrafrechtsverordnung vom 6. November 1943 vorgenommen. Unter den oben genannten Voraussetzungen wurde ab dem vollendeten 14. Lebensjahr das Erwachsenenstrafrecht angewandt, ebenso wenn „der Jugendliche zur Zeit der Tat nach seiner sittlichen und geistigen Entwicklung zwar einem Erwachsenen nicht gleichgestellt werden kann, aber die Gesamtwürdigung seiner Persönlichkeit und seiner Tat ergibt, daß er ein charakterlich abartiger Schwerverbrecher ist und der Schutz des Volkes diese Behandlung erfordert“ (§ 20). Die Strafmündigkeitsgrenze blieb zwar grundsätzlich bei 14 Jahren, wurde aber praktisch auf 12 Jahre herabgesetzt „wenn der Schutz des Volkes oder die verwerfliche verbrecherische Gesinnung des Täters eine strafrechtliche Ahndung fordert.“ Allerdings konnte auf noch nicht 14-Jährige nicht das Erwachsenenstrafrecht angewandt werden. Das sittliche Urteilsvermögen sowie die entsprechende Willenskraft wird erstmals positiv formuliert (1923 nur negativ – ausschließend). Die Relativierung stellt nun auf die Einsicht des „Unrechts der Tat“ ab (1923: „Ungesetzliches der Tat“).

### Nach dem Zweiten Weltkrieg
Das Jugendgerichtsgesetz der Deutschen Demokratischen Republik (DDR) vom 23. Mai 1952, in Kraft getreten am 1. Juni 1952 verfolgte das Ziel, „die jungen Menschen zu selbständigen und verantwortungsbewußten Bürgern des demokratischen Staates, die ihre Heimat lieben und für den Frieden kämpfen, zu erziehen“ sowie den Schutz der „antifaschistisch-demokratischen Ordnung“. Entsprechend betont das Gesetz, dass gegenüber Jugendlichen besondere Milde walten müsse: „Dabei ist den Erziehungsmaßnahmen der Vorzug vor der Strafe einzuräumen und eine Strafe nur zu verhängen, wenn der Zweck des Gesetzes nicht anders zu erreichen ist.“ Die Strafmündigkeit wurde auf 14 Jahre angehoben. Kinder unter 14 Jahren waren in der DDR seitdem strafrechtlich nicht verantwortlich. Jugendlicher im Sinne des Gesetzes war, wer über vierzehn, aber noch nicht achtzehn Jahre alt war. Allerdings wurden Jugendliche bei vollendeten und versuchtem Mord, Vergewaltigung, Sabotage und bestimmten politischen Verbrechen sowie der wiederholten Begehung schwerer Verbrechen nach Erwachsenenstrafrecht bestraft, wobei aber nicht die Todesstrafe gegen Jugendliche verhängt werden durfte (§ 24). Zum 1. Juli 1968 wurde das Jugendgerichtsgesetz durch die besonderen Bestimmungen für Jugendliche im damals neu eingeführten Strafgesetzbuch der DDR (§§ 65 bis 79) ersetzt. Bis 1977 konnte auch gegen Jugendliche lebenslange Freiheitsstrafe verhängt werden, danach betrug die Höchststrafe 15 Jahre.
Am 4. August 1953 wurde auch in der Bundesrepublik Deutschland ein neues Jugendgerichtsgesetz verabschiedet und trat am 1. Oktober 1953 in Kraft. Die Strafmündigkeit wurde auf 14 Jahre angehoben (§ 1 Abs. 3 JGG). Der persönliche Anwendungsbereich unterschied zwischen Jugendlichen und Heranwachsenden. Jugendlicher war danach, wer zur Zeit der Tat 14, aber noch nicht 18, Heranwachsender, wer zur Zeit der Tat 18, aber noch nicht 21 Jahre alt war (§ 1 Abs. 2 JGG). Ein Jugendlicher war strafrechtlich nur dann verantwortlich, „wenn er zur Zeit der Tat nach seiner sittlichen und geistigen Entwicklung reif genug war, das Unrecht der Tat einzusehen und nach dieser Einsicht zu handeln“ (§ 3 Satz 1 JGG). War ein Jugendlicher mangels Reife strafrechtlich nicht verantwortlich, konnte der Strafrichter dieselben Maßnahmen anordnen wie der Vormundschaftsrichter (§ 3 Satz 2 JGG). Auf die 18- bis 20-Jährigen Heranwachsenden waren, obwohl nach damaligem Recht noch nicht volljährig, die für Jugendliche geltenden Vorschriften (nur) bei einer Reifeverzögerung oder wenn die Tat nach Art, Umständen oder Beweggründen eine Jugendverfehlung war, anzuwenden (§ 105 JGG); zuvor unterlagen sie stets dem Erwachsenenstrafrecht.
Mit Wirkung zum 1. Januar 1975 wurde in der Bundesrepublik, wie schon 25 Jahre zuvor in der DDR, die Volljährigkeit vom 21. auf den 18. Geburtstag herabgesetzt. Das JGG hat jedoch an der Anwendung von Jugendstrafrecht auf die danach volljährigen Heranwachsenden festgehalten, „wenn die Gesamtwürdigung der Persönlichkeit des Täters bei Berücksichtigung auch der Umweltbedingungen ergibt, dass er zur Zeit der Tat nach seiner sittlichen und geistigen Entwicklung noch einem Jugendlichen gleichstand oder es sich nach der Art, den Umständen oder den Beweggründen der Tat um eine Jugendverfehlung handelt“ (§ 1, § 105 JGG).
Seit der deutschen Wiedervereinigung gilt das Jugendgerichtsgesetz auch in den neuen Bundesländern.

## Anwendungsbereich
Das Jugendgerichtsgesetz ist auf alle strafmündigen (§ 19 StGB: mindestens 14 Jahre alten) Jugendlichen anwendbar. Heranwachsende (18- bis unter 21-Jährige) werden nach § 105 JGG nach Jugendstrafrecht bestraft, wenn sie zur Zeit der Tat in ihrer sittlichen und geistigen Entwicklung noch einem Jugendlichen gleichstanden oder es sich nach der Art, den Umständen oder Beweggründen der Tat um eine Jugendverfehlung handelt. Nach dem Jugendgerichtsgesetz ist die Anwendung des Jugendstrafrechts auf Heranwachsende dabei nicht die Regel, sondern es ist von Fall zu Fall durch eine Würdigung der Persönlichkeit und der Tat durch das Gericht zu entscheiden, ob im konkreten Fall Erwachsenenstrafrecht oder das Jugendgerichtsgesetz Anwendung findet.
Eine wichtige Rolle im Strafverfahren gegen Jugendliche und Heranwachsende spielt die Jugendgerichtshilfe, die das Verfahren vom Beginn bis zum Ende begleitet, in der Hauptverhandlung anregt, ob bei Heranwachsenden noch das Jugendstrafrecht, oder schon das allgemeine Strafrecht angewendet werden sollte, und auch Vorschläge zu den zu ergreifenden Maßnahmen macht.
Die Zahl der nach Jugendstrafrecht verurteilten Heranwachsenden lag 1955 bei 22 %, stieg 2012 auf 66,9 % und sank dann 2015 wieder auf 62,3 %. In Hamburg fand 2023 in 83 % der Fälle das Jugendstrafrecht Anwendung, in Brandenburg, Sachsen und Sachsen-Anhalt lag diese Quote zwischen 41 % und 45 %. Die anderen Bundesländer lagen dazwischen.
CDU/CSU wollen die Kategorie der Heranwachsenden streichen und forderten in ihrem Wahlprogramm für die Bundestagswahl 2025, ab dem 18. Geburtstag immer das Erwachsenenstrafrecht anzuwenden.

## Kerngedanke
Die Regelungen des JGG setzen auf einen Vorrang der Erziehung vor der Verhängung von Strafe. Gleichwohl haben die meisten Maßnahmen, die auf Grund des JGG verhängt werden können, Sanktionscharakter. Anders als beim allgemeinen Strafrecht steht einem Jugendgericht ein breiterer Sanktionskatalog zur Verfügung, um eine optimale Reaktion auf Jugenddelinquenz zu finden. Seit 2008 ist die nachträgliche Sicherungsverwahrung bei Jugendlichen möglich, seit 2011 jedoch nur dann, wenn sich das Gericht diese Möglichkeit im Urteil vorbehalten hat (§ 7, § 81a und § 106 JGG).
Weitere Besonderheiten gegenüber dem allgemeinen Strafverfahren sind die Vorbewährung (§ 61 JGG) und das Wahlrechtsmittel (§ 55 Abs. 2 JGG).
Neben den Einstellungsmöglichkeiten der Strafprozessordnung gibt es in § 45, § 47 JGG weitere Möglichkeiten der Verfahrensbeendigung ohne Gerichtsurteil, wenn die erzieherische Einwirkung im Rahmen einer Verfahrenseinstellung sichergestellt ist.

## Inhalt
Der sachliche Regelungsbereich ist das formelle Strafrecht. Straftatbestände finden sich nicht im JGG, sie sind durch das StGB und das Nebenstrafrecht geregelt. Materiell-rechtliche Regelungen beschränken sich auf die Rechtsfolgenseite.
Das Jugendgerichtsgesetz ist wie folgt gegliedert:
1. Anwendungsbereich: Enthält die Definitionen des Begriffes Jugendlicher und Heranwachsender sowie den Subsidiaritätsgrundsatz des übrigen Rechts.
2. Jugendliche
  1. Verfehlungen Jugendlicher und ihre Folgen: In diesem Abschnitt werden materiell-rechtlich auch die besonderen Rechtsfolgen des Jugendstrafrechts geschildert: Erziehungsmaßregeln, Zuchtmittel und die Jugendstrafe.
  2. Jugendgerichtsverfassung und Jugendstrafverfahren: Diese Vorschriften treten an die Stelle der Strafprozessordnung. Die Jugendgerichtsverfassung ist insofern von der üblichen Gerichtsverfassung zu unterscheiden, als dass man vom Jugendstaatsanwalt (statt Staatsanwalt), vom Jugendgericht, Jugendrichter, Jugendschöffengericht und Jugendkammer spricht. Die Zuordnung zum Amts- oder Landgericht bestimmt sich nach den allgemeinen Regeln.
  3. Vollstreckung und Vollzug: Die Rechtsfolgen der Straftaten von Jugendlichen werden in eigenen Anstalten (Jugendstrafe, Jugendarrest) vollstreckt. Die gesetzlichen Grundlagen entstehen derzeit auf der Länderebene, nachdem diese die Gesetzgebungskompetenz für den Strafvollzug erhalten haben.
  4. Weitere Abschnitte beschäftigen sich mit der Beseitigung des Strafmakels und den Jugendlichen vor Gerichten in allgemeinen Strafsachen.
3. Heranwachsende: Dieser Abschnitt erklärt die vorhergehenden Vorschriften für anwendbar, sofern die Voraussetzungen des § 105 JGG vorliegen.
4. Sondervorschriften für Soldaten der Bundeswehr: Für die Jugendlichen und Heranwachsenden bei der Bundeswehr, die üblicherweise nach dem Wehrstrafgesetz abgeurteilt und verurteilt, sind Sondervorschriften erlassen worden.
5. Schluss- und Übergangsvorschriften: Diese Vorschriften ermöglichen die Bestellung eines Bewährungshelfers und die Ermächtigungsvorschrift für Verordnungen zum Vollzug.